# Валдивия
Валдѝвия (на испански: Valdivia) е град в Чили. Населението на Валдивия е 140 559 жители (2002 г.), а площта му е 1016 км². Намира се на 5 m надморска височина. Основан е на 9 февруари 1552 г. Градът е много силно засегнат от Чилийското земетресение през 1960 г. – най-силното земетресение записано в историята.Едно от най-силните земетресения в историята възниква край бреговете на Валдивия, Чили. Първият трус е измерен с магнитуд 9.5, след което генерира смъртоносно цунами.
Най-засегнати са крайбрежните градове, но опустошенията се простират до Хаваите, Япония и Филипините. Смята се, че приблизително 1655 души са убити, а 3000 са ранените.